# 杉本帙
杉本 帙（すぎもと ふまき、1936年8月28日 ‐ ）は、日本の女優。キリンプロ所属である。
2005年に秋津書道会（八尾）で合格をしていた。

## 経歴
- 趣味：花・パソコン・短歌など

## 出演

### スチール
- 野村不動産

### VP
- 「サンマークス大日」マンション